# En klassiker
En klassiker è un singolo del duo musicale danese IdaAida, pubblicato il 1º ottobre 2008 su etichetta discografica Cocoon Music come secondo estratto dall'album 100%.

## Tracce
CD singolo
1. En klassiker – 3:18
2. En klassiker (versione strumentale) – 3:18
3. En klassiker (a cappella) – 2:56

Download digitale
1. En klassiker – 3:18

## Classifiche
| Classifica (2009) | Posizione massima |
| ----------------- | ----------------- |
| Danimarca         | 11                |